# Carl August von Steinheil
Carl August von Steinheil (Rappoltsweiler (Elzász), 1801. október 12. – München, 1870. szeptember 12.) német természettudós és fizikus.

## Élete
1821-ben Erlangenben jogot, azután Göttingenben és Königsbergben csillagászatot tanult és 1825-ben atyjának perlachsecki birtokára vonult vissza, ahol a tudományoknak élt 1832-ig, amikor a müncheni egyetemre hívták meg a fizika és matematika tanárának. 1846-ban a nápolyi kormány mérték- és súlyrendszerének javításához hívta meg; 1849-ben az osztrák kereskedelemügyi minisztérium telegráf-osztályának főnökévé lett és az összes osztrák tartományok számára egy csaknem tökéletes telegráfrendszert készített. 1851-ben Svájc számára rendezett be telegráfrendszert. 1852-ben visszatért Münchenbe, ahol a kereskedelemügyi minisztériumban miniszteri tanácsos és az állami fizikai-matematikai gyűjtemény őre lett. 1854-ben Münchenben egy optikai-csillagászati intézetet alapított, mely kitűnő műszereket készített. Steinheil az elektromagnetikus telegráf tudományos megalapítója. Ő találta fel a kábel földalatti vezetését. Nyomótávírója nem ment át a gyakorlati életbe. Szerkesztett egy tűzvészszemlélő készüléket is a müncheni Szent Péter-torony számára, amely igen célszerűnek bizonyult. Ő tekintendő az elektrikus órák feltalálójának is és a galvanoplasztika törvényeit ő állapította meg. Végül szerkesztett egy centrifugális vetőágyút és sok optikai műszert. A bajor űr- és súlymértékek megállapításában is élénk részt vett. Optikai műhelyét 1862-től fiai vezették.

## Nevezetesebb munkái
- Über Telegraphie, insbes. durch galv. Kräfte (München, 1838);
- Elemente der Helligkeitsmessungen am Sternenhimmel (Denkschr. der Münchener Academia XIII., 1831-36);
- Noch ein Wort über galv. Telegraphen (Schumacher's Jahrb., 1839).[8]